# Tom Young (allenatore di pallacanestro)
Thomas Joseph Young, detto Tom (17 settembre 1932 – Virginia Beach, 20 marzo 2022), è stato un allenatore di pallacanestro e cestista statunitense.

## Biografia
Ha allenato per 33 anni a livello NCAA. Al termine della carriera, dal 2003 al 2007, è stato assistente allenatore dei Washington Wizards in NBA. Vanta 5 presenze nelle fasi finali del Campionato di pallacanestro NCAA Division I, con una apparizione nelle final four.

## Palmarès
- Sporting News Coach of the Year Award (1976)
- UPI College Basketball Coach of the Year (1976)